# Méthacrylate d'isobutyle
Le méthacrylate d'isobutyle est un composé chimique de formule CH2=C(CH3)COOCH2CH(CH3)2. C'est l'ester de l'acide méthacrylique CH2=C(CH3)COOH et de l'isobutanol (CH3)2CHCH2OH. Il se présente comme un liquide inflammable incolore peu soluble dans l'eau et dont les vapeurs sont susceptibles de former des mélanges explosifs avec l'air. Il tend à polymériser, avec une enthalpie de polymérisation de −60 kJ/mol ou −422 kJ/kg.
Le méthacrylate d'isobutyle est utilisé dans la production de résine acrylique avec des groupes hydroxyle actifs. Dans l'industrie pétrolière, il est utilisé comme additif pour lubrifiants et, dans l'industrie électronique, pour éliminer l'eau des microscopes électroniques. Dans l'industrie textile, il est utilisé dans la fabrication de tissus adhésifs et, en chimie analytique, comme réactif chimique dans la synthèse de matériaux polymères médicaux, de revêtements thermodurcissables et d'adhésifs.